# 391 (Zeitschrift)

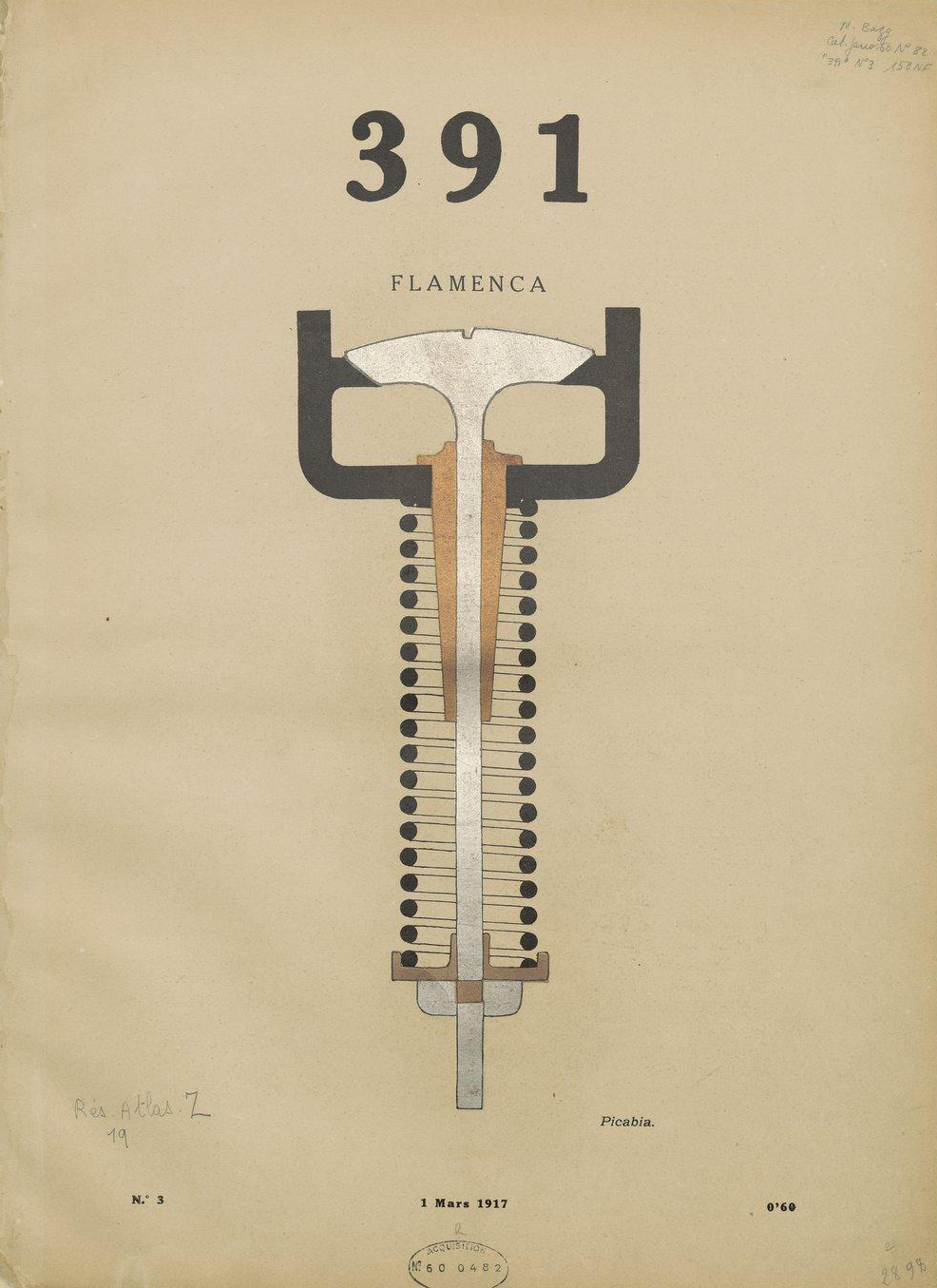
391 Flamenca, Nr. 3, 1. März 1917

391 war eine von dem französischen Künstler Francis Picabia herausgegebene Zeitschrift des Dadaismus und des beginnenden Surrealismus. Sie erschien mit insgesamt 19 Ausgaben, die vier bis 14 Seiten umfassten, und einer Auflage zwischen 400 und 1000 Exemplaren in den Jahren Januar 1917 bis Oktober 1924. Das unregelmäßig veröffentlichte Magazin enthielt neben Werken anderer Künstler in jeder Ausgabe Gedichte, Schriften und Zeichnungen von Picabia; alle Umschläge zeigten jeweils eines seiner Werke. Beiträge lieferten unter anderem Louis Aragon, Robert Desnos, Marcel Duchamp, Paul Éluard, Max Jacob, Man Ray, Philippe Soupault und Tristan Tzara. 391 erschien in Barcelona, New York, Zürich und Paris – an den Orten, wo sich Picabia jeweils aufhielt.

## Geschichte

### Der Beginn
Die erste Ausgabe des Dada-Magazins 391 erschien im Januar 1917 in Barcelona, bis zum März des Jahres folgten weitere drei Ausgaben. Titel und Ausstattung waren der Hauszeitschrift 291 von Alfred Stieglitz’ Galerie 291 entlehnt, an der Picabia als Herausgeber mitgewirkt hatte. Er veröffentlichte darin beispielsweise seine Maschinenbilder und proklamierte „Anti-Kunst“ und „Anti-Literatur“. Gabrielle Buffet-Picabia beschrieb, dass die Zeitschrift anfangs als ein bloßer Scherz gedacht war, sich aber in späteren Ausgaben höchst aggressiv entwickelt und eine militante Haltung gezeigt habe, die charakteristisch für die 391 wurde.
Das konkurrierende New Yorker Dadamagazin The Blind Man wurde nach der zweiten Ausgabe 1917 eingestellt. Der Grund hierfür war eine Wette zwischen Henri-Pierre Roché, einem der Herausgeber von The Blind Man neben Marcel Duchamp, und Francis Picabia. Der Gewinn eines Schachmatches zwischen beiden sollte für die Entscheidung sorgen, welche Publikation eingestellt werden sollte: The Blind Man oder Picabias Magazin 391. Picabia gewann das Match, und daher endete die Veröffentlichung von The Blind Man zugunsten der 391.

### Weitere Ausgaben

#### New York, Zürich
Nach den ersten vier Ausgaben, die in Barcelona erschienen waren, folgten in demselben Jahr drei weitere in New York zwischen März und Juli. In den Nummern sechs und sieben waren fast ausschließlich Picabias Zeichnungen und Texte enthalten. 1918 kehrte er nach Europa zurück und begann eine Zusammenarbeit mit dem Dadaisten Tristan Tzara. 1919 erschien Nummer 8 in Zürich in größerem Format, das neben Beiträgen von Picabia und Tzara auf dem schachbrettartig gestalteten Umschlag die Namen von Guillaume Apollinaire und Georges Ribemont-Dessaignes sowie amerikanischer Künstler und Kunstzeitschriften wie Camera Work und The Blind Man aufwies.

#### Paris
Die Ausgabe 9 erschien in Paris im November 1919, sie enthielt einen polemischen Beitrag gegen den Salon d’Automne von Ribemont-Dessaignes. Mit der Nr. 10 im folgenden Monat wurde das Format noch größer, Text und Illustrationen aggressiver. Von Walter Serner und André Breton erschienen Beiträge in Nr. 11 im Februar 1920. Einen Monat später wurde unter anderem in Nr. 12 das Readymade L.H.O.O.Q., eine Parodie der Mona Lisa, von Marcel Duchamp aufgenommen, begleitet von Picabias Dada manifesto sowie dessen La Sainte Vierge. Bei der Reproduktion wurde allerdings der Spitzbart am Kinn der Mona Lisa weggelassen und nur der Schnurrbart blieb erhalten. Duchamp erklärte später, dass Picabia Duchamps Original nicht vorlag und er den Schnurrbart auf einer Mona-Lisa-Reproduktion einzeichnete, den Spitzbart aber vergaß.
Nr. 13 erschien im Juli 1920; im November des Jahres wurde Nr. 14 veröffentlicht, die letzte Ausgabe, die sich mit der Thematik „Dada“ befasste. Nr. 15 aus dem Jahr 1921 beschäftigte sich mit Themen gegen Dada. Die letzten vier Ausgaben erschienen 1924, sie enthielten Spott gegen den Surrealismus, indem Picabia den Superrealismus und den Instantaneismus „erfand“. Er unterzeichnete im letzten Heft mit „Metteur en scène du surréalisme d’André Breton“ (dt. etwa: Regisseur für André Bretons Surrealismus). Den Abschluss bildete eine Anzeige für Picabias Ballettinszenierung Relâche, in der als Zwischenspiel der dadaistische Kurzfilm Entr’acte am 27. November 1924 im Pariser Théâtre des Champs-Élysées unter Mitwirkung von Picabia als Schauspieler uraufgeführt wurde. Die Besucher wurden aufgefordert, Sonnenbrillen und Ohrenstöpsel mitzubringen.